# Robert Sidney, 2. Earl of Leicester
Robert Sidney, 2. Earl of Leicester (* 1. Dezember 1595; † 2. November 1677) war ein englischer Aristokrat und Diplomat.

## Leben
Sidney war Sohn von Robert Sidney, 1. Earl of Leicester, und seiner ersten Frau Barbara Gamage. Er studierte am Christ Church College an der University of Oxford. 1614 wurde er für den Bezirk Wilton in das englische Parlament gewählt.
Während der Amtszeit seines Vaters in niederländischen Vlissingen diente er in der Armee in den Niederlanden. 1616 erhielt er den Befehl über ein englisches Regiment in niederländischen Diensten. 1618 wurde er als Anwalt vor den höheren Gerichten zugelassen. 1626 folgte er seinem Vater als Earl of Leicester nach. Sechs Jahre später wurde er mit einer diplomatischen Mission nach Dänemark betraut.
1631 begann er mit dem Bau von Leicester House, ein herrschaftliches Haus auf dem Leicester Square in London. Von 1636 bis 1641 folgten weitere diplomatische Missionen nach Frankreich.
Anstelle von Thomas Wentworth, 1. Earl of Strafford, wurde Sidney 1640 zum Lord Lieutenant of Ireland ernannt. Als das Gouverneursamt in Dublin frei wurde, berief er George Monck. Karl I hob diese Entscheidung zugunsten Lord Lambart auf.
1643 trat er von seinem Amt zurück, ohne jemals seinen Fuß auf irischen Boden gesetzt zu haben.

## Familie
Seine Frau, Dorothy Percy, war die Tochter von Henry Percy, 9. Earl of Northumberland.  Sie hatten drei Söhne: Henry Sidney, 1. Earl of Romney, Philip Sidney, 3. Earl of Leicester und Algernon Sidney. Philip und Algernon unterstützten die Parlamentarier während des Englischen Bürgerkrieges.